# Hasbro
Hasbro, Inc. (viết tắt của tên ban đầu Hassenfeld Brothers) /ˈhæzbroʊ/ là một công ty đa quốc gia có trụ sở tại Hoa Kỳ chuyên về đồ chơi và board game. Hasbro là nhà sản xuất đồ chơi lớn thứ 1 trên thế giới với doanh thu hàng năm xấp xỉ 5.1 tỷ USD/năm, riêng năm 2019 là 7.1 tỷ USD. Mattel đứng thứ 2 thị trường với 5.7 tỷ USD năm 2019, và Lego đứng thứ 3 với 5.2 tỷ USD năm 2019 (sau khi chuyển từ krone Đan Mạch). Thương hiệu Hasbro cũng bao gồm các show truyền hình, như Family Game Night trên hệ thống Discovery Family nhằm quảng bá các sản phẩm của công ty. Tổng công ty có văn phòng tại Pawtucket, Rhode Island. Hầu hết các sản phẩm của công ty được sản xuất tại Đông Á. Tháng 12 năm 2019  hãng đồ chơi lớn nhất thế giới Hasbro đã hoàn tất thỏa thuận mua lại công ty cùng ngành Entertainment One (eONE) của Canada với giá 3,8 tỷ USD, tương đương với 6,8$/cổ phiếu phổ thông. Như vậy  Hasbro sẽ có quyền sử dụng các thương hiệu của eOne như Peppa Pig, PJ Masks, Ricky Zoom, v.v...